# Didier Lestrade

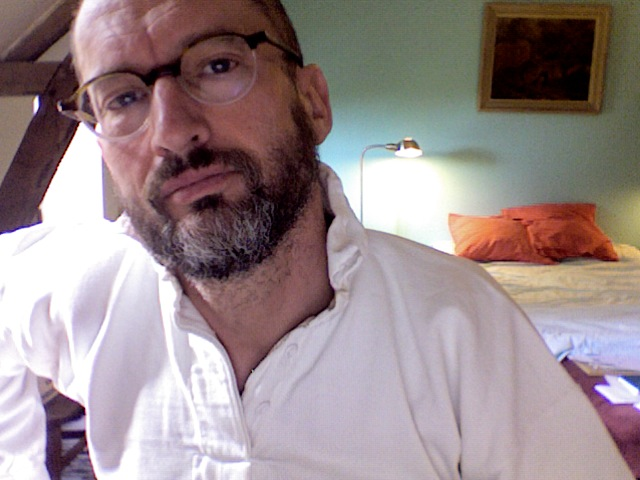
Didier Lestrade

Didier Lestrade (* 22. Februar 1958 in Medea, Algerien) ist ein französischer Autor, Journalist und LGBT-Aktivist.

## Leben
Nach seiner Kindheit, die er im Südwesten Frankreichs verbrachte, ging er auf das Gymnasium in seiner Schulzeit, schaffte aber das Baccalauréat nicht. Danach zog Lestrade nach Paris, wo er für die unabhängige schwule Zeitschrift Gaie Presse, die kurze Zeit bestand, schrieb. Mit 22 Jahren entschied Lestrade Magazine Trimestriel (Gai Pied) zu gründen, die zur bedeutendsten französischen Zeitschrift für ein schwule Leserschaft in den 1980er Jahren aufstieg, in den 1990er Jahren aber in der Leserschaft einbrach. 1986 enthielt das von Lestrade mitgegründete Magazin, das mittlerweile in französischer und englischer Sprache erschien, gedruckte Interviews mit Personen wie David Hockney, Bronski Beat, Brion Gysin, Divine, Gilbert & George und Tom of Finland. Das Magazin enthielt ebenso Fotografien von bekannten europäischen und US-amerikanischen Fotografen wie Pierre & Gilles, Patrick Sarfati, Erwin Olaf, Paul Blanca und Stanley Stellar.
1986 stellte Lestrade fest, dass er HIV-positiv ist. Lestrade entwickelte sich zum Journalisten mit Fachkenntnissen im Musikbereich. Er schrieb weitere Artikel für das Magazin Gai Pied, die linksliberale Zeitung Libération und die Musikfachzeitschrift Rolling Stone.  Zu seinen Themen gehörte unter anderem die beginnende New House/Techno Musik Szene. 1989 verstärkte Lestrade sein Engagement für AIDS-Projekte und gründete gemeinsam mit Freunden und den Journalisten Pascal R. Loubet und Luc Coulavin die erste französische Untergruppe der Organisation ACT UP, deren Präsident er in den ersten drei Jahren war. 1992 beteiligte er sich an der Gründung der französischen Organisation TRT-5, einer Koalition von mehreren verschiedenen AIDS Organisationen. Bis 2002 war er dort in der Organisation mitbeschäftigt.
1995 wurde er im Alter von 37 Jahren gemeinsam mit dem Journalisten Pascal R. Loubet Mitgründer des neuen monatlich erscheinenden LGBT Magazins Têtu, das von Pierre Bergé mitfinanziert wurde und die Unterstützung von Yves Saint Laurent erhielt. Das Magazin Têtu stieg Ende der 1990er Jahre zu den erfolgreichsten schwulen Magazinen in Europa auf.
Neben seiner Arbeit als Journalist schrieb Lestrade seit 2000 mehrere Bücher. Sein erstes Buch Act up, une Histoire beschreibt die ersten elf Jahre von Act Up-Paris. Es folgte 2002 das Buch Kinsey 6, ein Tagebuch der Kultur und der sexualisierten Gesellschaft der 1980er. 2004 erschien sein Buch The End, in dem er die Probleme der gegenwärtigen AIDS-Prävention beschrieb und das Phänomen des Barebacking in Frankreich. 2007 erschien sein viertes Buch Cheikh, journal de campagne.
2002 verließ Lestrade Paris und zog in die französische Normandie nahe Alençon.

## Werke (Auswahl)
- Act up, une Histoire. Denoël, Paris 2000, ISBN 2-207-24883-6.
- Kinsey 6. Denoël, Paris 2002, ISBN 2-207-25219-1.
- The End. Denoël, Paris 2004, ISBN 2-207-25424-0.
- Cheikh, journal de campagne. Flammarion, Paris 2007, ISBN 978-2-08-068964-1.
- Chroniques du dance floor, Libération 1988–1999. Editeur singulier, Paris 2010, ISBN 978-2-9533467-1-8.
- Le Journal du Sida – Chroniques 1994 / 2013. 2014, ISBN 978-2-322-03912-8.